# Projecte negre
Als Estats Units i el Regne Unit, un projecte negre (de l'anglès: black project), és un projecte de defensa militar secret, no reconegut pel govern, ni pel personal militar ni pels contractistes de defensa. Exemples similars d'avions militars dels Estats Units desenvolupats com a projectes negres són el caça de sigil F-117 i el bombarder de sigil B-2, que van ser classificats com a secret i negats al públic.

## Publicacions legals
Els programes negres han estat criticats per violar els ingressos i la clàusula de despeses de la Constitució dels Estats Units. L'Article 1 de la Constitució dels Estats Units d'Amèrica de la Secció 9 i la clàusula 7 requereix que el govern publiqui "una Declaració regular i el Compte dels Ingressos de les Despeses de tots els Diners públics".

### Publicacions del pressupost
Com a part d'aquests programes negres, no són revelats en la part oficial del pressupost dels Estats Units, els crítics afirmen que això viola la Constitució dels Estats Units. Parcialment per dissuadir als crítics, el Departament de Defensa dels Estats Units deixa de costat una part gran del seu pressupost anual com el "pressupost negre". Aquests diners, com es diu, és dividit en parts sense revelar entre tots els projectes negres de manera que un registre d'aquests diners públics es gasti sense estar totalment i prèviament disponible. Hi ha alguna reclamació, no tots aquests projectes són finançats d'aquesta manera; per exemple, el Projecte Montauk— considerat per tots, excepte pels teòrics de la conspiració, com a fictici— com es deia, era finançat per mil milions de dòlars en l'or confiscat nazi.

## Exemples

### Estats Units

#### Anteriorment classificats
- Projecte Manhattan
- B-2 Spirit — bombarder de sigil
- Boeing Bird of Prey — demostració tecnològica
- F-117 Nighthawk — aeronau de sigil d'atac terrestre
- KH-11 KENNAN — satèl·lit de reconeixement
- SR-71 Blackbird — aeronau de reconeixement de molt alta altitud capaç d'arribar a Mach 3.3
- Lockheed CL-400 Suntan — prototip de reconeixement d'alta velocitat i altitud
- Lockheed U-2 — aeronau de reconeixement de molt alta altitud
- Lockheed Martin RQ-170 Sentinel
- Lockheed Martin Polecat — vehicle aeri no tripulat
- Northrop Tacit Blue
- Operation Cyclone[1]
- RQ-3 Dark Star — UAV de reconeixement d'alta altitud
- Lockheed Sea Shadow (IX-529) — vaixell de sigil experimental de la Marina dels EUA
- Hughes Mining Barge — projecte de la CIA, autoritzat pel President Richard Nixon el 1974 per descobrir secrets del submarí soviètic enfonsat K-129
- SR-72 — UAV de reconeixement de sigil, confirmat per Lockheed Martin l'octubre de 2013.[2][3]
- Long Range Strike Bomber

#### Actualment classificat, però especulat
- Stealth Blimp Reconnaissance platform[4][5][6]

### Xina
- Xian H-20 — aeronau de bombardeig de sigil subsònic

### Sud-àfrica
- Projecte Coast
- Atlas Carver — aeronau de caça multirol